# Cristo e l'angelo
Cristo e l'angelo è un dipinto a olio su tela (209x126 cm) del Moretto, databile al 1550 circa e conservato nella Pinacoteca Tosio Martinengo di Brescia.
L'opera è stata giudicata come il capolavoro assoluto del pittore e la meglio riuscita sotto ogni aspetto: composizione, valori formali, uso delle cromie, interpretazione del tema e contesto della figurazione. La tela, collocabile agli ultimi anni di vita del Moretto, si pone ad un livello complessivamente molto alto e del tutto singolare rispetto all'intera produzione artistica del pittore, sebbene l'uso dei colori e delle ombre rientri del tutto nella sua tecnica formale.

## Storia
L'opera è da identificare con il dipinto visto da Bernardino Faino nel 1630 "nella Capella della Santissima Croce d'oro et fiamma" in Duomo vecchio a Brescia, cioè nella cappella delle Santissime Croci, dove è appunto custodita la croce detta dell'Orifiamma come pezzo del tesoro delle Sante Croci. Il Faino ne fa anche una descrizione, confermando che si tratta proprio del dipinto in questione: "vi è un quadro a olio sopra l'altare di detta Capella di mediocre grandezza, dove vi è dipinto un Christo ignudo prostrato a terra con un Angelo in piedi con la veste sostenuta con ambo le mani, pittura del Moretto ben fatta".
Al tempo in cui scrive Francesco Paglia, nel 1675, il dipinto era già stato asportato dalla collocazione originaria e collocato nel Palazzo della Loggia, dove egli lo ammirò, nella Sala del Consiglio. Ancora nella Loggia lo vide Giulio Antonio Averoldi nel 1700. Il dipinto rimase in questa collocazione fino al 1850 circa, quando venne infine trasferito nella Pinacoteca Tosio Martinengo dove si trova tuttora.
Il dipinto fu restaurato una prima volta nel 1914: durante l'operazione venne asportata una striscia marginale a sinistra, ritenuta un'aggiunta posteriore. Un secondo restauro è stato effettuato nel 1935.
La collocazione cronologica dell'opera al 1550 circa, sebbene non confermata, è accolta da tutti gli autori della critica moderna, ma già la critica antica assegnava il dipinto all'ultimo periodo di attività del pittore.

## Descrizione
Il tema dell'opera è propriamente un "Ecce Homo", cioè la raffigurazione del Cristo flagellato prossimo alla crocifissione. La scena si svolge lungo una breve scalinata, la Scala santa, con gradini di pietra rosata, conducente a un portale dietro al quale, nell'oscurità, si intravede un ambiente chiuso coperto da volte. Gesù, di un pallore mortale, si trova accovacciato sugli ultimi gradini, con la schiena appoggiata al parapetto e la corona di spine in testa: il rarissimo tema iconografico si prefiggeva infatti di raccontare il momento subito dopo la derisione e l'incoronazione di spine. Tra le mani legate regge una lunga canna, appoggiata poi sulla spalla, forse un'allusione alla flagellazione appena conclusa. Dietro di lui, un angelo in piedi sull'ultimo gradino regge la veste bianca di Cristo ed ha un volto piangente, mentre Gesù ha lo sguardo carico di pathos rivolto direttamente all'osservatore. Il crocifisso ligneo, prefigurazione dell'imminente sacrificio, è abbandonato sulla scala davanti alle due figure, con un notevole artificio prospettico.
Il tono generale della raffigurazione è grigio e cupo, con una cromia ridotta che affonda le radici nella tradizione lombarda di Vincenzo Foppa, di cui Moretto fu una sorta di ultimo erede. La luce proveniente da sinistra è altrettanto fredda e incede soprattutto la figura di Cristo e il pilastro dietro di lui, lasciando in ombra o in mezza luce tutto il resto, compreso il locale sullo sfondo, che è quasi completamente al buio.
Le sofferenze di Cristo, come i piccoli rivoli di sangue che gli solcano la fronte, piccoli lampi di colore nella generale cromia spenta, simboleggiano probabilmente le sofferenze arrecate dallo "scisma" tra i cristiani, così come il soggetto rimanda al concetto controriformistico della "solitudine" di Cristo, intesa come drammatico abbandono da parte dell'uomo nelle recenti vicende. In questa ottica il dipinto del Moretto appare come una delle prime testimonianze dell'arte soggetta ai nuovi canoni del Concilio di Trento.

## Stile
Joseph Archer Crowe e Giovanni Battista Cavalcaselle inaugurarono la critica moderna nel 1871, dando all'opera una valutazione molto positiva ed evidenziando sia la carica sentimentale delle figure, sia la loro bellezza. Pietro da Ponte rilanciò gli apprezzamenti del Cavalcaselle nel 1898, stabilendo analogie con il Cristo alla colonna nel Museo di Capodimonte a Napoli e osservando che "l'intonazione grigia e bassa del dipinto par che accresca la tristezza della scena, espressa con sentimento di singolare devozione".
Anche Ugo Fleres, nel 1899, fece notare l'affinità tra i due dipinti muovendosi dalle considerazioni del Da Ponte, ma si dichiarò sorpreso nei confronti del Cristo di Brescia, colpito dalla singolarità del tema e ammettendo, in verità, di non intenderne precisamente il significato. "La figura del Redentore", scrisse, "è identica a quella di Napoli, sebbene seduta sui gradi d'una scala, mentre lì, come d'ordinario, è in piedi. Ho notato la costanza del Moretto nel rappresentare più volte un medesimo personaggio; ma qui abbiamo dinnanzi uno stesso modello con la stessa interpretazione, eppure non copiato, e questo parmi eccezionale. La stessa interpretazione, non la stessa fattura, in quanto che il misterioso Gesù a cui l'angelo reca piangendo non so che plumbeo camice, come volesse coprirne la nudità, quasi invece di Cristo avessimo davanti a noi il patriarca Noè e, invece dell'angelo, Sem o Japhet, il misterioso Gesù, dicevo, è tutto grigio, a semplice chiaroscuro". Il Fleres mostrò un misto di interesse e perplessità di fronte a questo "monocromato parziale" e riportò un parere di Luigi Cicogna, secondo il quale la spiegazione sarebbe da cercare nella mancanza di velatura. "Invero" prosegue "il quadro, meno che per l'elemento cinereo dominante, è pregevolissimo: non si può ascriver quindi tal dissonanza se non al fatto che il lavoro non sia stato terminato". Lo studioso si mostrò comunque capace di capire il valore di questa intonazione e l'importanza che assumerà negli sviluppi futuri dell'arte, indicando il Moretto "per qualche lieve elemento" il precursore di Paolo Veronese. "Per il Moretto", conclude, "limiterei l'intonazione argentina alle opere più soavi, a quelle ch'egli dipinse fra i trenta e i quarant'anni, e parlerei d'intonazione ferrea come di caratteristica più duratura e non meno personale".
Lo sforzo della critica a comprendere appieno questa singolare opera del Moretto trovò esiti sempre più convincenti dopo il discorso di Michele Biancale nel 1914. Innanzi tutto, il critico osservò come Lanzi fosse stato "l'unico dei tanti elogiatori supini del Moretto ad aver compreso la sua maniera, laddove parla di un vivace giuoco di bianco e di nero e di masse di colore piccole ma ben fuse come di qualità peculiari del Moretto". Osservazione precisa, commentò il Biancale, "che tocca proprio la sostanza dell'arte sua, perché appunto da quelle masse di colore, ma ben fuse, da quegli accordi ridotti di grigio su grigio, o di nero con grigio, il Moretto passava, intensificando, all'urto della luce con l'ombra, portando ad una più vasta applicazione il giuoco delle masse ristrette. Gli artisti che come i bresciani possono comporre un quadro o dipingere un ritratto con due tinte debbono essere sapienti in quella che è l'arte del chiaroscuro; debbono dare un valore straordinario all'ombra e alla luce e alla loro intensità in una materia colorante. [...] Indefinite questo principio e si spiegherà il monocromato del Moretto nell'Angelo ed il Cristo [...]. Persino la gamma del Moretto diventerà tipica, non solo di Giovan Battista Moroni, ma persino degli artisti lombardi posteriori: i suoi bigi monacali, i marroni terrosi, i gialloni dissepolti sono le filtrazioni estreme della sua tavolozza che aveva scarsamente conosciuto l'azzurro, il viola, il giallo e lo scarlatto".
Adolfo Venturi, nel 1929, colse prima di tutto l'atmosfera del dramma religioso espresso: "Cristo siede sopra un gradino, la canna tra le braccia legate, lo sguardo smarrito, in un mortale abbandono. Il Martire è solo e sente l'annichilimento della sua umanità. La croce distesa a terra lo attende all'ultimo supplizio; e l'angiolo che svela Cristo sta per scoppiare in pianto". Lo studioso si soffermò comunque anche sui valori formali, parlando di un "colorito foppesco che si raffredda e tinge di scuro fino a farsi plumbeo" e facendo notare le cromie dal tono complessivamente discordante: "il rosa biondo dei gradini stride sulla nota grigio plumbea delle muraglie; e stride la veste marrone oro dell'angelo con le ali di un pallido rosa argenteo e con le giallognole luci del corpo di Cristo: i colori come voci che si urtano nello spazio aumentano l'oppressione del lugubre effetto".
Camillo Boselli, nel 1954, osservò come nel Moretto emerga sempre il suo naturalismo, "il suo desiderio di ritrarre la cronaca quotidiana, di risolvere in semplicità di pensiero fatti immensi e incomprensibili nella loro realtà". Perciò, nel momento in cui il pittore dipingeva quest'opera, "questa sua semplicità di linguaggio che si tramuta in compostezza della tragedia esclude ogni significato recondito. Il quadro appare appunto conturbante perché è come è, cioè aperto, spalancato, semplice senza intenzioni allegoriche. Un pover'uomo piegato, rassegnato, umiliato dalla sua solitudine e dal suo dolore, questo e nient'altro. L'angelo può essere benissimo un fratello misericordioso che gli porta una briciola di solidarietà umana. Ed anche la contestura cromatica esalta, nella sua modulazione di accordi stridenti, questa semplicità affettiva e narrativa dell'opera". Prosegue il critico: "non che questa tela manchi di pathos né di avvincente interesse umano, solo che qui la tragedia non erompe con grida, non urla, non si srotola monotona con singhiozzi repressi e continui come accade nella realtà umana. [...] Ma il quadro è tanto potente e chiaro nei suoi valori, diciamo, letterari tanto è semplice nella sua costruzione cromatica e compositiva. Poveri gli uni, scheletrica l'altra; una scheletricità così assoluta che potrebbe sembrare preziosa se non si trattasse del Moretto. [...] Anche in questa opera, che pur sembra nella sua semplicità e nella sua, se così si può dire, serenità pienamente rinascimentale, il Seicento trionfa come in poche altre. La grande camicia diventa il terzo personaggio del dramma, e sembra con quel gran iato al collo, così ombroso nel bianco argenteo rosastro, con quel suo piegone traverso che par continui oltre la figura del Cristo nel suo perizoma, con quel cadere inerte della manica, il personaggio più tragico e doloroso. La croce in primo piano, con una forzatura coraggiosissima, isola la rannicchiata figura del Cristo definendola nel vuoto della scala e nello stesso tempo supera, portandoci immediatamente al fondo, il lento scandire ritmico delle ombre trasverse dei gradini. Il divaricarsi spezzato delle gambe del Cristo, opponendosi alla luce laterale, crea sul biondo rosa dei gradini una croce ben più tragica di ombre. Tutti questi sono elementi di altissimo gusto seicentesco.
L'analisi di Valerio Guazzoni, condotta a più riprese in una serie di interventi dal 1981 al 1986, mirò a individuare le fonti di ispirazione dell'opera, trovandole nella letteratura devozionale e nelle pratiche di pietà dell'epoca, il tutto consueto ai gruppi religiosi della Brescia del Cinquecento: sebbene non siano noti documenti d'archivio, infatti, a causa della sua originaria collocazione la commissione della tela è da attribuire con sicurezza alla Compagnia delle Santissime Croci. "Diversamente da altre opere del pittore", osserva il critico, "nel Cristo e l'angelo il devoto non è presente di persona, ma la sua presenza è implicita nel modo in cui Cristo gli si rivolge con lo sguardo carico di dolore. Tutta l'immagine è sapientemente costruita per fare appello al fedele e l'angelo che spiega la tunica macchiata di sangue ha la funzione di indicare e commentare piangendo la figura di Cristo in primo piano. [...] Il dipinto traspone il tema storico dell'Ecce Homo su un piano puramente interiore, cui ben corrisponde l'ambiente spoglio e severo scelto per isolare ogni elemento della visione in un raccolto silenzio. Le figure stesse sembrano essere messe a fuoco attraverso un processo di concentrazione psichica e grandeggiano rischiarate da una luminosità interna che lascia ai margini strisce d'ombra insistente".
Per quanto riguarda le fonti scritte che possono aver ispirato il Moretto alla genesi dell'opera, il Guazzoni segnalò l'Arte de l'Unione, operetta di Giovanni da Fano pubblicata a Brescia nel 1546 e ristampata nel 1548, il cui tema è l'applicazione dell'orazione mentale durante l'esame di coscienza. In un capitolo dell'opera, l'autore invita il lettore a immaginare di essere in una stanza al cospetto di un angelo consolatore e che, in un angolo, vi sia l'immagine del Cristo "sputazzato, flagellato, coronato, con li chiodi ne le mani et piedi, et tutto lacerato et vituperato".
Giovanni Vezzoli, nell'introduzione alla monografia sul Moretto di Pier Virgilio Begni Redona del 1981, nota che "sono eliminati tutti i personaggi e gli elementi superflui: paesaggio, effetti di luce, flagelli. Cristo è solo, basta la sua persona con le striature rosse e i lividi dei flagelli e delle percosse per riassumere le sue sofferenze. Ai piedi di Gesù la croce dice che cosa l'attende. [...] Non si può dimenticare questo volto e questo sguardo di Gesù. [...] Qui la figura del Cristo e il suo volto, aiutati dal sapiente uso dei colori spenti e all'atmosfera desolata dell'ambiente giungono, senza incertezze, al capolavoro assoluto. Qui Moretto ci ha espresso e indicato il suo vero animo, la profondità sublime della sua meditazione. Qui è riuscito a tanto, solo perché nella sua coscienza aveva penetrata e fatta sua la Passione di Cristo. Qui Gesù, con questo suo indimenticabile sguardo, ripete al popolo cristiano, con la vista di quanto ha subito fino lì e di quanto dovrà subire ancora: "Popule meus, quid feci tibi? Aut in quo contristavi te? Responde mihi" (Popolo mio, che ti ho fatto? In cosa ti ho contrariato? Rispondimi), come canta la Chiesa nella liturgia della Passione. E questo sguardo costringe veramente a una risposta. Forse a questo mirava, questo si proponeva il Moretto con tale quadro, che forse ci dà piena e compiuta non solo l'arte ma anche l'anima del pittore".